# Don't Stop Believin'

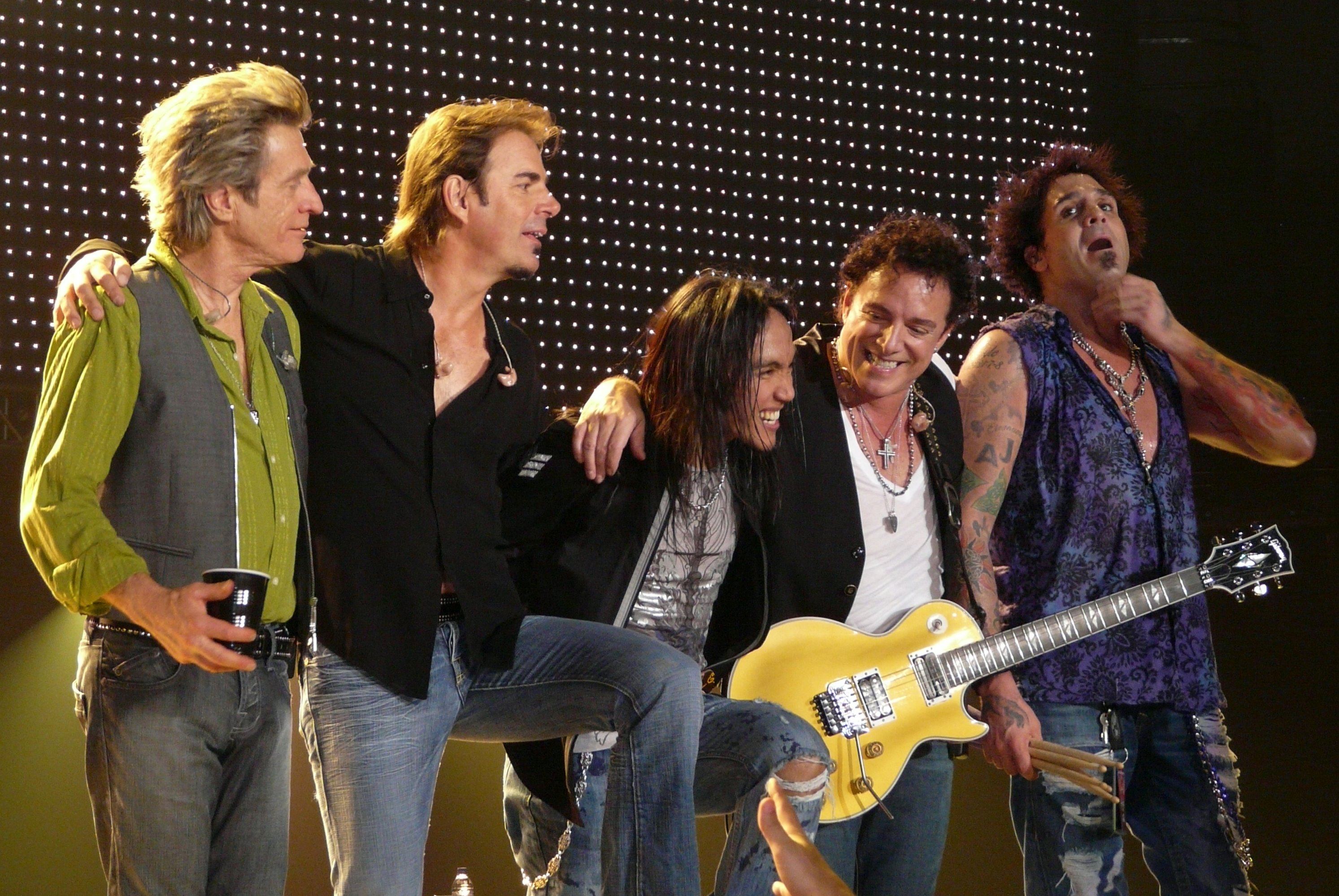
Journey

Don't Stop Believin' is een nummer van de Amerikaanse rockband Journey dat in oktober 1981 eerst in de VS en Canada uitgebracht werd als eerste single van hun zevende studioalbum Escape, eveneens uit 1981. Europa, Oceanië en Japan volgden in december van dat jaar. In 2009 werd het nummer op cd-single uitgebracht.

## Achtergrond
De plaat is een zogenoemde power ballad en bereikte in de hitlijsten toptien noteringen in thuisland de Verenigde Staten, Australië en het Verenigd Koninkrijk.
In Nederland werd de plaat in de winter van 1981-1982 veel gedraaid op Hilversum 3 maar bereikte de Nederlandse Top 40 en de TROS Top 50 niet. De plaat bleef steken in de Tipparade, maar behaalde begin februari 1982 wél de 50e positie in de Nationale Hitparade. In de Europese hitlijst op Hilversum 3, de TROS Europarade, werd géén notering behaald.
In België behaalde de plaat géén notering in zowel de voorloper van de Vlaamse Ultratop 50 als de Vlaamse Radio 2 Top 30 en de Waalse hitlijst.
Sinds 2006 wordt de plaat veel gebruikt in films en televisieseries zoals The Wedding Singer, Moneyball, Family Guy, Monster, Shrek the Halls, King of the Hill, South Park, Cold Case, CSI: Crime Scene Investigation, My Name Is Earl, Laguna Beach, American Idol, Australian Idol, Scrubs, Still Standing en de film Bedtime Stories. Een bekende scène waarin de plaat gebruikt werd was de allerlaatste scène van de serie The Sopranos.
Ook werd de plaat veel gebruikt bij sportwedstrijden en teams als de Arizona Diamondbacks, Los Angeles Dodgers, Detroit Red Wings en Washington Capitals gebruikten deze bij hun thuiswedstrijden.
Een cover van de cast van de serie Glee behaalde in verschillende landen een hitnotering.
De Amerikaanse rockband Steel Panther bracht in 2009 hun uitvoering van het nummer uit als single. Het is niet op een studioalbum te vinden.
Sinds de editie van 2012 staat de plaat genoteerd in de jaarlijkse NPO Radio 2 Top 2000 van de Nederlandse publieke radiozender NPO Radio 2, met als hoogste notering tot nu toe een 104e positie in 2022.

## Hitnotering Journey

#### Nationale Hitparade /  Single Top 100
| Hitnotering: (Week 1) 06-02-1982 Hitnotering: (Week 2 t/m 3) 05-06-2010 t/m 12-06-2010 | Hitnotering: (Week 1) 06-02-1982 Hitnotering: (Week 2 t/m 3) 05-06-2010 t/m 12-06-2010 | Hitnotering: (Week 1) 06-02-1982 Hitnotering: (Week 2 t/m 3) 05-06-2010 t/m 12-06-2010 | Hitnotering: (Week 1) 06-02-1982 Hitnotering: (Week 2 t/m 3) 05-06-2010 t/m 12-06-2010 | Hitnotering: (Week 1) 06-02-1982 Hitnotering: (Week 2 t/m 3) 05-06-2010 t/m 12-06-2010 | Hitnotering: (Week 1) 06-02-1982 Hitnotering: (Week 2 t/m 3) 05-06-2010 t/m 12-06-2010 |
| Week                                                                                   | 1                                                                                      |                                                                                        | 2                                                                                      | 3                                                                                      |                                                                                        |
| -------------------------------------------------------------------------------------- | -------------------------------------------------------------------------------------- | -------------------------------------------------------------------------------------- | -------------------------------------------------------------------------------------- | -------------------------------------------------------------------------------------- | -------------------------------------------------------------------------------------- |
| Nummer                                                                                 | 50                                                                                     | uit                                                                                    | 68                                                                                     | 99                                                                                     | uit                                                                                    |

### NPO Radio 2 Top 2000
| Nummer met noteringen in de NPO Radio 2 Top 2000 | '12 | '13 | '14 | '15 | '16 | '17 | '18 | '19 | '20 | '21 | '22 | '23 | '24 |
| ------------------------------------------------ | --- | --- | --- | --- | --- | --- | --- | --- | --- | --- | --- | --- | --- |
| Don't Stop Believin'                             | 385 | 251 | 282 | 209 | 209 | 198 | 162 | 122 | 106 | 109 | 104 | 105 | 82  |

1. ↑  Een vetgedrukt getal geeft de hoogste notering aan.
2. ↑  2012 was het eerste jaar met een notering voor dit nummer.

## Versie Jaap
Don't Stop Believin' is de debuutsingle van X Factor 2010-winnaar Jaap Reesema. You're The Voice was van de gezamenlijke artiesten.

### Nederlandse Top 40
| Hitnotering: 05-06-2010 t/m 10-07-2010 | Hitnotering: 05-06-2010 t/m 10-07-2010 | Hitnotering: 05-06-2010 t/m 10-07-2010 | Hitnotering: 05-06-2010 t/m 10-07-2010 | Hitnotering: 05-06-2010 t/m 10-07-2010 | Hitnotering: 05-06-2010 t/m 10-07-2010 | Hitnotering: 05-06-2010 t/m 10-07-2010 | Hitnotering: 05-06-2010 t/m 10-07-2010 |
| Week                                   | 1                                      | 2                                      | 3                                      | 4                                      | 5                                      | 6                                      |                                        |
| -------------------------------------- | -------------------------------------- | -------------------------------------- | -------------------------------------- | -------------------------------------- | -------------------------------------- | -------------------------------------- | -------------------------------------- |
| Nummer                                 | 21                                     | 10                                     | 10                                     | 15                                     | 26                                     | 29                                     | uit                                    |

### Mega Top 50
| Hitnotering: 05-06-2010 t/m 19-06-2010 | Hitnotering: 05-06-2010 t/m 19-06-2010 | Hitnotering: 05-06-2010 t/m 19-06-2010 | Hitnotering: 05-06-2010 t/m 19-06-2010 | Hitnotering: 05-06-2010 t/m 19-06-2010 |
| Week                                   | 1                                      | 2                                      | 3                                      |                                        |
| -------------------------------------- | -------------------------------------- | -------------------------------------- | -------------------------------------- | -------------------------------------- |
| Nummer                                 | 4                                      | 9                                      | 21                                     | uit                                    |

### B2B Single Top 100
| Hitnotering: 05-06-2010 t/m 07-08-2010 | Hitnotering: 05-06-2010 t/m 07-08-2010 | Hitnotering: 05-06-2010 t/m 07-08-2010 | Hitnotering: 05-06-2010 t/m 07-08-2010 | Hitnotering: 05-06-2010 t/m 07-08-2010 | Hitnotering: 05-06-2010 t/m 07-08-2010 | Hitnotering: 05-06-2010 t/m 07-08-2010 | Hitnotering: 05-06-2010 t/m 07-08-2010 | Hitnotering: 05-06-2010 t/m 07-08-2010 | Hitnotering: 05-06-2010 t/m 07-08-2010 | Hitnotering: 05-06-2010 t/m 07-08-2010 | Hitnotering: 05-06-2010 t/m 07-08-2010 |
| Week                                   | 1                                      | 2                                      | 3                                      | 4                                      | 5                                      | 6                                      | 7                                      | 8                                      | 9                                      | 10                                     |                                        |
| -------------------------------------- | -------------------------------------- | -------------------------------------- | -------------------------------------- | -------------------------------------- | -------------------------------------- | -------------------------------------- | -------------------------------------- | -------------------------------------- | -------------------------------------- | -------------------------------------- | -------------------------------------- |
| Nummer                                 | 1                                      | 6                                      | 19                                     | 46                                     | 61                                     | 73                                     | 62                                     | 72                                     | 85                                     | 93                                     | uit                                    |

## Versie Glee Cast
Don't Stop Believin' is een single van Glee Cast uit de televisieserie Glee.

### Hitnotering Glee Cast

#### NederlandseSingle Top 100
| Hitnotering: 30-10-2010 | Hitnotering: 30-10-2010 | Hitnotering: 30-10-2010 |
| Week                    | 1                       |                         |
| ----------------------- | ----------------------- | ----------------------- |
| Nummer                  | 91                      | uit                     |